# Mausoleum des Jussuf ibn Kusejir

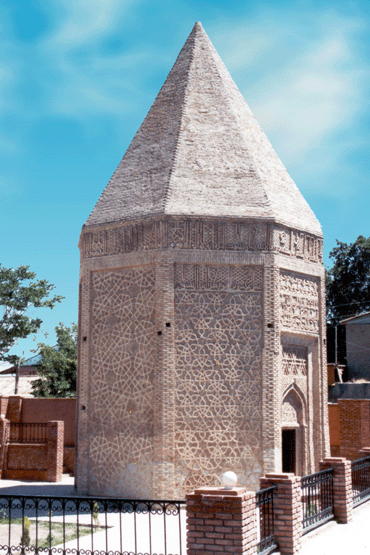

Das Mausoleum des Jussuf ibn Kusejir ist ein Mausoleum in Nachitschewan in der Autonomen Republik Nachitschewan. Das Bauwerk wurde 1162 von Baumeister Adschemi ibn Abubekr als Grabmal für den Feldherrn Jussuf ibn Kusejir errichtet. 

## Bauwerk

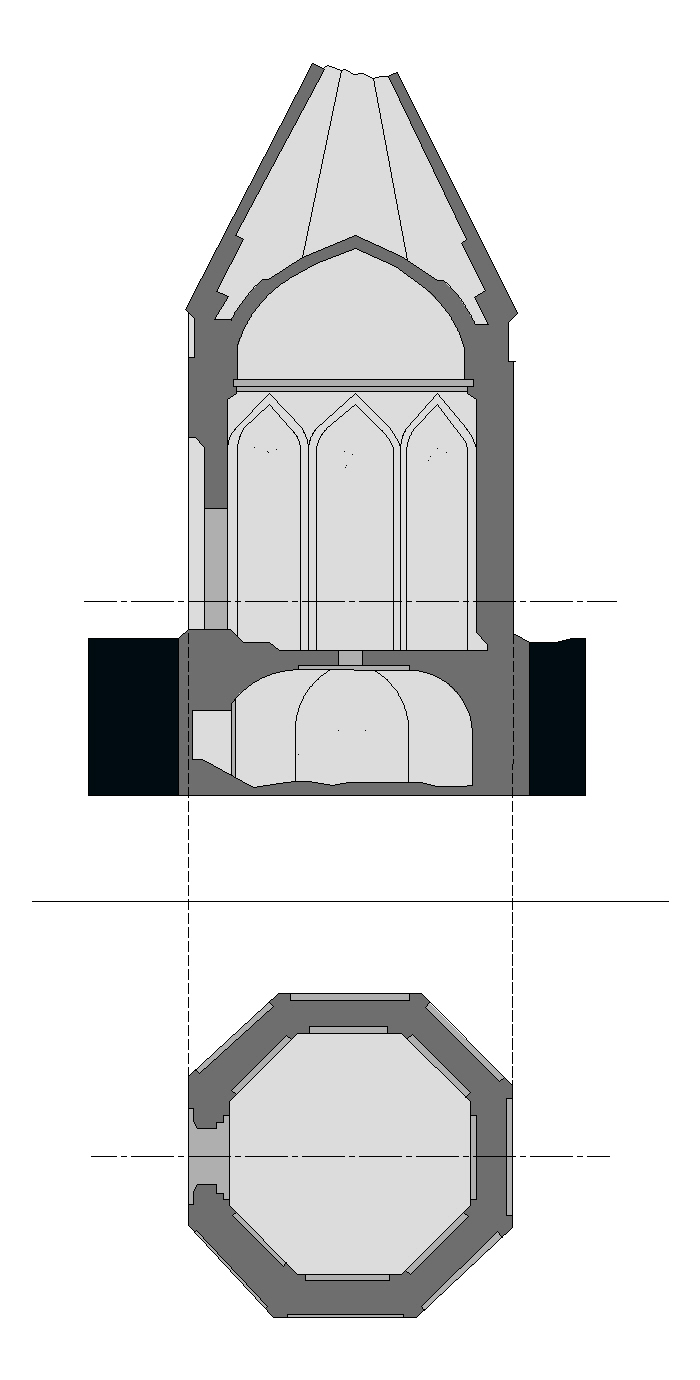
Plan des Mausoleums

Der achteckige Ziegelbau wird von einem Zeltdach überdeckt. Die Seitenwände werden durch Lisenen betont und sind mit gemusterten Kacheln ausgekleidet. Unter dem Gesims zieht sich ein Fries entlang, der mit einer kufischen Inschrift gefüllt ist. Der Eingang zum Gebäude liegt im Westen, über ihm sind Baujahr, Baumeister und der Name des Bestatteten angegeben. Das Rundbogenportal ist auf Dreiviertelsäulen mit verzierten Kapitellen gestützt. 
Im Inneren befindet sich oben eine große Kammer, darunter die Grabkammer, in die eine seitliche Treppe führt. Die Lisenen im Inneren sind aus Rohziegeln erbaut, die Wände sind glatt verputzt. 